# Mathieu Butet
 (août 2012).
Si vous disposez d'ouvrages ou d'articles de référence ou si vous connaissez des sites web de qualité traitant du thème abordé ici, merci de compléter l'article en donnant les références utiles à sa vérifiabilité et en les liant à la section « Notes et références ».
 (juin 2009).
Mathieu Butet, né le 8 août 1806, à Angers en Maine-et-Loire, est un colonel de l'armée française.

## La carrière militaire
Incorporé au 11e régiment d'infanterie de ligne le 30 juin 1828, il est nommé caporal le 8 juillet 1829 ; il passe sergent le 1er juillet 1830 puis sergent-major le 14 août 1831. Passé le 13 mars 1836 au 2e bataillons d’infanterie légère d’Afrique (BILA) désormais appelé les "zéphirs", il accède à l’épaulette le 29 septembre 1837. Il est alors affecté au 1er BILA. Lors de sa promotion au grade de lieutenant, il passe au 3e BILA le 17 octobre 1840. Il est promu au grade de capitaine le 26 janvier 1845. Il sert alors en qualité de chef du Bureau arabe de Guelma à partir de 1847. Il participe au siège de Zaatcha en 1849 où il est blessé. Par ordonnance du 15 août 1852, il est nommé chef du cercle de la Medjana. Chef de bataillon, il passe au 51e régiment d’infanterie de ligne, le 30 avril 1853. L’année d’après, il est affecté aux tirailleurs algériens et commande le bataillon d’Alger à compter du 21 mars.  En avril, il commande le bataillon d’Oran. À la suite de la réorganisation des bataillons indigènes, il est titulaire du commandement du 1er bataillon de tirailleurs indigènes d’Oran le 9 janvier 1855. Il passe au 2e RTA le 7 novembre 1855.

## La Légion étrangère
Promu au grade de lieutenant-colonel ; il passe au 71e RI, le 12 août 1857, puis au 1er régiment étranger, le 24 avril 1858 en remplacement du lieutenant-colonel Genestez du Planhol, assurant l’intérim du régiment en raison de l’absence prolongée du colonel Mayer. Guerre d'Italie et bataille de Magenta le 4 juin 1859, il est nommé Gouverneur de la ville de Milan le 11 juin. Colonel le 25 juin 1859, il commande provisoirement le régiment de tirailleurs algériens les "Turcos". Muté au 2e RE le 6 septembre 1859, il devient chef de corps du régiment étranger à la fusion des deux régiments de Légion le 14 décembre 1861.

## Le sacrifice
Il demande en 1862 à être muté à l’état-major des places, car il croit que sa personne est un empêchement à la désignation de son régiment pour l'expédition du Mexique. 
Il est remplacé par le colonel Pierre Joseph Jeanningros. Par décision du 8 mars 1862, Napoléon III le nomme au commandement de première classe de la place d’Oran. En congé, en attendant sa retraite, le 5 juillet 1871, il quitte le service actif le 31 décembre.
Il décède à Bessé-sur-Braye dans la Sarthe le 27 septembre 1882.

## Décorations et citations
- Légion d'honneur[1] :
  - Chevalier le 8 août 1847,
  - Officier le 14 mars 1860,
  - Commandeur le 12 août 1866,

- Officier de l’ordre du Mérite militaire de Sardaigne et Piedmont le 16 janvier 1860,
- Ordre militaire de Savoie le 25 avril 1860
- Médaille d’Italie,

Citations :
- Cité à la razzia des Beni Ouelben (El Arouche) en janvier 1841
- Cité à l’ordre de l’armée d’Afrique - 11 mars 1843
- Affaire contre les Zerdega - du 12 au 14 février 1843
- Cité au siège de Zaatcha - 25 octobre 1849. Blessé à la jambe gauche le et contusion au poignet droit.
- Cité au siège d’El Aghouat - 4 décembre 1852
- Cité à la bataille de Magenta - 4 juin 1959
- Cité dans l’affaire des Beni Snassen au Maroc – 18 octobre 1850